# Haitiana nigrita
Haitiana nigrita är en insektsart som först beskrevs av Dozier 1936.  Haitiana nigrita ingår i släktet Haitiana och familjen vedstritar. Inga underarter finns listade i Catalogue of Life.